# Phoenicoprocta haemorrhoidalis
Phoenicoprocta haemorrhoidalis là một loài bướm đêm thuộc phân họ Arctiinae, họ Erebidae.